# Jean Huré
Jean Huré (ur. 17 września 1877 w Gien, zm. 27 stycznia 1930 w Paryżu) – francuski kompozytor, pianista i organista.

## Życiorys
Muzyki uczył się prywatnie od duchownego w klasztorze w Angers. W 1895 roku wyjechał do Paryża, gdzie w 1910 roku założył École Normale de Musique, a w 1912 roku École Normale pour Pianistes. Działał w komitecie założonego przez Gabriela Faurégo Société Musicale Indépendante, wydawał podręczniki muzyczne. Od 1924 roku redagował założony przez siebie miesięcznik „L’Orgue et les Organistes”. Występował jako pianista i organista we Francji, Belgii, Holandii, Austrii, Rumunii, Hiszpanii i Turcji. Pełnił funkcję organisty w kościołach Notre-Dame-des-Blancs-Manteaux i Saint-Martin-des-Champs. Po śmierci Eugène’a Gigouta w 1925 roku został organistą w kościele Saint Augustin. W 1926 roku otrzymał Prix Chartier, przyznawaną przez Académie des beaux-arts. Przez ostatnie 15 lat życia ciężko chorował, spędzając wiele czasu w sanatoriach.
W swoich kompozycjach nawiązywał do twórczości Césara Francka, w swoich utworach kameralnych preferował budowę 4-częściową, posługiwał się wyrazistymi liniami melodycznymi. W niektórych dziełach wykraczał poza ramy tonalności, w operze La cathédrale zastosował jako jeden z pierwszych kompozytorów akord dwunastodźwiękowy. Opublikował prace La Technique du piano (1908), La Technique de l’orgue, (1918), L’Esthétique de l’orgue (1923) oraz Saint Augustin, musicien (1924).

## Wybrane kompozycje
(na podstawie materiałów źródłowych)

### Utwory orkiestrowe
- 3 symfonie (I z chórem i organami 1896, II 1897, III 1903)
- Air na wiolonczelę i orkiestrę (1902)

### Utwory kameralne
- 2 kwartety smyczkowe (I 1916, II 1920)
- Kwintet fortepianowy D-dur (1908)
- Petite suite en trio (1898)
- Sonata c-moll (1901)
- Sonatina G-dur na skrzypce i fortepian (1906)
- 3 sonaty na wiolonczelę solo (I fis-moll 1902, II F-dur 1906, III Fis-dur 1909)

### Utwory fortepianowe
- 2 sonaty (1920)
- Poèmes enfantins (1906)

### Utwory organowe
- Communion sur un Noël (1914)
- Prélude pour une messe pontificale (1915)

### Utwory wokalno-instrumentalne
- Te Deum na sopran, chór i organy (1907)
- 7 chansons de Bretagne na głos i fortepian (1910)

### Opera
- La cathédrale (1910)

### Balet
- Au bois sacré z głosami recytującymi (wyst. Paryż 1921)